# International Council of Christian Churches
De International Council of Christian Churches (ICCC) is een fundamentalistische oecumenische organisatie, die in 1948 in Amsterdam is opgericht als orthodox-protestantse tegenhanger van de Wereldraad van Kerken. Hoewel verschillende Nederlandse kerken bij de oprichting betrokken waren, heeft de ICCC momenteel geen Nederlandse kerken meer als lid. In de loop der jaren ontwikkelde de ICCC zich namelijk steeds verder in fundamentalistische en anti-communistische richting. Wel bleven Nederlanders op persoonlijke titel betrokken bij de organisatie. Zo was de christelijke gereformeerde predikant J.C. Maris (1910-2000) van 1954 tot 1998 secretaris van de ICCC, hoewel de Christelijke Gereformeerde Kerken al in 1977 hadden besloten hun lidmaatschap op te zeggen.